# Zikanapis clypeata
Zikanapis clypeata är en biart som först beskrevs av Smith 1879.  Zikanapis clypeata ingår i släktet Zikanapis och familjen korttungebin. Inga underarter finns listade i Catalogue of Life.